# Gouverneur Morris
Pour les articles homonymes, voir Morris.
Gouverneur Morris, né le 31 janvier 1752 à New York (Province de New York), et mort le 6 novembre 1816 dans le Bronx (États-Unis), est un homme politique américain, de 1775 à 1803.

## Cursus politique
En 1775, Morris fut désigné pour représenter les propriétés de sa famille au New York Provincial Congress (en). Contre les idées loyalistes de sa famille, c'est à ce poste qu'il a pris une large part à la Constitution de New York (en) en 1777 fondant l'indépendance de ce nouvel État. Proche du général George Washington, il fut nommé délégué au Congrès continental le 28 janvier 1778. 
 
En 1779, à la suite de sa défaite aux élections de l'État de New York, il déménage à Philadelphie où il devient avocat et homme d'affaires. De 1781 à 1785 il est assistant du superintendent des finances, puis en 1787 délégué à la Convention constitutionnelle. 
Il propose un système de monnaie décimal pour les États-Unis et invente le mot cent pour désigner le centième de dollar. Il a fait partie du comité qui a rédigé le projet final de la Constitution des États-Unis.
Il y est l'auteur de la célèbre phrase : « We the People... ». Néanmoins c'était un élitiste qui prônait la prévalence d'une « aristocratie républicaine » pour gouverner, voulant restreindre le droit de vote aux seuls propriétaires terriens. Il se méfiait de la vénalité du peuple.
En 1788, il retourne vivre à New-York.
Élu au sénat américain en 1800 en tant que membre du parti fédéraliste jusqu’en mars 1803, il ne fut pas réélu.

### Séjour en France
Il est allé en Europe en 1789 pour ses propres affaires, assistant alors à la cérémonie d'ouverture des états généraux de 1789 à Versailles. De 1792 à 1794, il officiait à Paris en tant que ministre plénipotentiaire (ambassadeur) représentant les États-Unis.
Ses notes personnelles sont une très bonne source d’information sur la période révolutionnaire. Il est ami et membre du salon intellectuel d’Adélaïde de Flahaut (une des maîtresses de Talleyrand). À ce salon appartient notamment Hippolyte de Capellis, officier de marine ayant servi en Amérique. En 1792 lors des massacres de Septembre il donnera refuge et cachera Adélaïde et son fils Charles de Flahaut.
Il est retourné aux États-Unis en 1798 au début de la Quasi-guerre.

## Biographie
À la suite d'un accident de calèche en 1780, il fut amputé de sa jambe gauche et porta une jambe de bois.
Il fut diplômé du King's College, (future université Columbia). À 57 ans, il épousa Anne Cary (« Nancy ») Randolph, liée par sa famille à Thomas Jefferson. Grand propriétaire terrien et pour cette raison plusieurs lieux de la région de New-York se nomment « Gouverneur ».
Après avoir quitté le sénat il fut président de la commission du canal Érié de 1810 à 1813.
Son demi frère Lewis Morris fut un des signataires de la Déclaration d'indépendance des États-Unis.

## Sources
- Miller, Melanie Randolph, Envoy to the Terror: Gouverneur Morris and the French Revolution (Potomac Books, 2005)
- The Diary and Letters of Gouverneur Morris, Minister of the United States to France; Member of the Constitutional Convention,  ed. Anne Cary Morris (1888). 2 vols. online version